# ボブ・マクミレン
ボブ・マクミレン（Robert Earl "Bob" McMillen、1928年3月5日 - 2007年4月1日）は、アメリカ合衆国の元陸上競技選手である。彼は1952年ヘルシンキオリンピックに参加して、1500メートル競走で銀メダルを獲得した。

## 経歴
ボブ・マクミレンは、1948年ロンドンオリンピックでは3000メートル障害走に出場したが、予選で敗退という結果に終わった。
その後彼は1500メートル走に重点を置くようになり、ヘルシンキオリンピックではルクセンブルク代表のヨジー・バーテルについで銀メダルを獲得した。

## オリンピックでの成績
| 年   | 大会                   | 場所                       | 種目      | 結果     | 記録                                      |
| ---- | ---------------------- | -------------------------- | --------- | -------- | ----------------------------------------- |
| 1948 | ロンドンオリンピック   | ロンドン（イギリス）       | 3000m障害 | 予選敗退 |                                           |
| 1952 | ヘルシンキオリンピック | ヘルシンキ（フィンランド） | 1500m走   | 2位      | 3分45秒2（手動計時）3分45秒39（電気計時） |